# Ebolapocken
Die Ebolapocken (englisch: „Ebolapox“) sind eine angebliche Infektionskrankheit, die durch eine modifizierte Variante des Pockenvirus, einem gentechnisch hergestellten Hybriden aus dem Ebolavirus und dem Pockenvirus, verursacht werden soll. Das Virus soll als Biowaffe im Rahmen des Biopreparat-Projekts in der Sowjetunion bis in die 1990er Jahre entwickelt worden sein.

## Hintergrund und Erreger
Ebolapocken sind eine potenzielle hybride Form von Pocken, die durch das Einfügen von Ebolagenen in das Genom der Pocken entstanden sein soll, wodurch Eigenschaften des Ebolavirus mit denen des Pockenvirus kombiniert worden sein sollen.
Es gibt verschiedene natürlich vorkommende Stämme von Pockenviren (Orthopoxvirus variola), die sich erheblich in ihren Eigenschaften und Symptomen unterscheiden. Die häufigsten Stämme von natürlich vorkommenden Pocken besitzen eine Mortalitätsrate von 30–50 %. Die Mortalitätsrate von unbehandelter Ebolaviruserkrankungen beträgt 70–90 %. Das Ebola-Virus trägt seinen genetischen Code in Form des Moleküls RNA, während Pocken DNA aufweisen. Laut dem russischen Wissenschaftler Kanatschan Alibekow, besser bekannt als Ken Alibek, arbeiteten sowjetische Forscher daran, mit Hilfe der Reversen Transkriptase eine DNA-Kopie der krankheitsverursachenden Teile des Ebola-Genoms anzufertigen, das dann in Pocken-Erreger transferiert wurde. Dabei soll es sich wahrscheinlich um die Oberflächenproteintypen GP und sGP handeln, mittels derer sich das Virus an einen Rezeptor an die Zielzelle andockt und die Endozytose in die danach infizierte Zelle initiiert. Die so entstandenen Hybridviren sollen nach Angaben von Alibek stabil sein.
Das Ziel der Hybridisierung sei es gewesen, einen Stamm der Pocken zu erschaffen, der immer Purpura-Pocken oder „schwarze Pocken“ verursache, also die hämorrhagische Form der Krankheit, die in den meisten Fällen innerhalb von sieben Tagen nach der Infektion zum Tod führt. Bei dieser Form kommt es nicht zu der typischen Pockenbildung in Form von Bläschen auf der Haut, sondern zu hämorrhagischen Einblutungen unter der Haut durch Blutaustritt aus den Adern, wodurch sich die Haut violett oder schwarz verfärbt. Die Kombination der beiden Viren würde demnach zu einer Kombination der hämorrhagischen Effekte beider Krankheiten sowie die potenzielle leichtere Ansteckung des Pockenvirus durch Luftübertragung kombinieren. Durch diese Kombination würde ein Virus geschaffen, dass eine fast 100%ige Mortalität bedingt, gegen das es zudem kein aktuell bekanntes, wirksames Gegenmittel gibt.

## Übertragung und Verlauf
Der nach 1967 für die Waffenherstellung verwendete Stamm soll, wenn er als Aerosol ausgebracht wurde, in exponierten Affen innerhalb von ein bis fünf Tagen Purpura-Pocken induziert haben.

## Geschichte
Mitte der 1980er Jahre sei im sowjetischen Biopreparat-Projekt damit begonnen worden, das Ebola-Virus für Biowaffen aufzubereiten. Das Virus sei derart gezüchtet und behandelt worden, dass es stabil, transportfähig, weniger empfindlich gegen Temperatur- und Feuchtigkeitsschwankungen wurde und nach der Vernebelung lange infektiös blieb. Zu diesem Zwecke seien Tierversuche unter anderem auch unter Zuhilfenahme von Primaten durchgeführt worden, deren Ergebnisse jedoch nur beschränkt verwertet werden konnten. Die sowjetischen Wissenschaftler sollen zudem Erfahrungsberichte von Ärzten gesammelt haben, die speziell in Afrika Erfahrung mit dem Ebola-Virus gesammelt hatten.

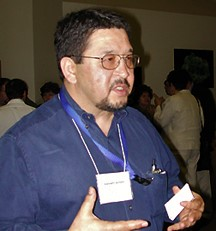
Der russische Wissenschaftler Ken Alibek behauptet, dass in der Sowjetunion an Ebolapocken gearbeitet wurde.

Ken Alibek, der im Oktober 1992 in die USA floh, gab an, dass während der globalen Kampagne zur Ausrottung der Pockenseuche Proben der Pocken von russischen Ärzten genommen und im Auftrag des sowjetischen Militärs waffenfähig gemacht worden seien. Die Russen selbst hatten das globale Tilgungsprogramm im Jahr 1958 vorgeschlagen, laut Alibek mit dem Ziel, die Pocken, wenn sie offiziell ausgerottet worden und die Impfungen beendet wurden, als die „mächtigste und wirksamste Waffe aller Zeiten“ zur Verfügung zu haben.
Zwei besonders virulente Stämme der Pocken, India 67 und India 1, seien von den russischen Wissenschaftlern ausgewählt worden, um die Grundlage ihrer Biowaffen und auch der Ebolapocken zu werden.

## Zweifel
Obwohl Forschungen sowohl am Ebola-Virus wie auch an verschiedenen Stämmen von Pockenerregern dokumentiert sein sollen, sei nach Aussage einer Forschungsgruppe ein solches hybrides Virus in der Sowjetunion im Rahmen des sog. „Hunter-Programms“ tatsächlich nicht entwickelt worden und entsprechende Angaben seien falsch. Berichtet wird über verschiedene Versuche, das Vacciniavirus mit einzelnen Ebola-Genen, Genen für immunregulatorische Substanzen sowie von körpereigenen Proteinen wie Myelin zu versehen, deren Ziel die Induktion schwerer Autoimmunkrankheiten sein sollte; entsprechende Versuche seien beim Zerfall der Sowjetunion noch nicht weit genug gediehen, um für einen Waffeneinsatz tauglich zu sein.